# Ivar Sperber
Hans Ivar Wilhelm Sperber, född 21 maj 1914 i Uppsala, död 12 januari 2006 i Gottsunda församling, Uppsala, var en svensk zoolog som var professor vid Sveriges lantbruksuniversitet (SLU). 
Sperber studerade vid Uppsala universitet och disputerade 1944 på doktorsavhandlingen Studies on the mammalian kidney där han genomförde en jämförande studie om anatomin hos däggdjurens njurar. Hans senare studier om fåglars njurar ledde till utvecklingen av en teknik som kom till användning även inom medicinens område, inom farmakologi och fysiologi. Som ett erkännande för detta utsågs Sperber 1961 till hedersdoktor vid Medicinska fakulteten vid Uppsala universitet.
Sperber blev 1950 professor i husdjurens anatomi och fysiologi vid Lantbrukshögskolan. Han blev 1956 ledamot av Kungliga Vetenskapssamhället i Uppsala och 1964 av Kungliga Vetenskaps-Societeten i samma stad. Ivar Sperber är begravd på Uppsala gamla kyrkogård.